# 27e dynastie van Egypte
De 27e dynastie wordt gevormd door de eerste Perzische overheersing van Egypte. De dynastie begon in 525 v.Chr. met de verovering van Egypte door Cambyses II. In 404 v.Chr. lukte het Amyrtaios uit Saïs om de Nijldelta te bevrijden van de Perzische overheersing, en rond 400 v.Chr. had hij het gehele land veroverd, waarmee de 27e dynastie eindigde en de 28e dynastie van Egypte begon.

## Galerij

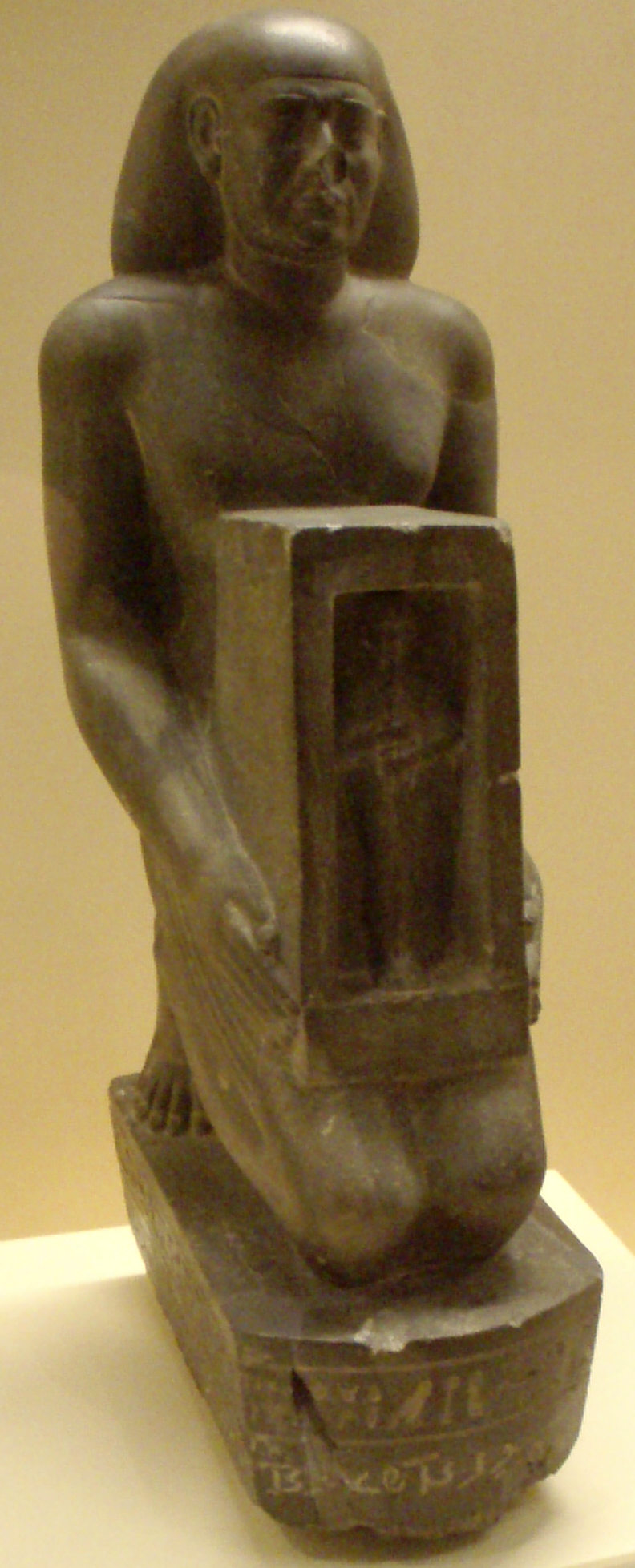
Bokennenife met de god Ptah